# 黃宗器
黃宗器（1510年—？），字時震，福建福州府閩縣人，民籍，明朝政治人物。賜進士出身。

## 生平
嘉靖十三年（1534年）甲午科福建鄉試第八十四名。嘉靖十四年（1535年）乙未科二甲二十六名進士。授郴州知州，累升饒州府知府，官至湖廣兵備副使。

## 家族
曾祖黃誠，義官；祖父黃宣，義官；父黃繼鼎。母陳氏。严侍下。兄宗舉、宗彝。